# François Sauvageot
François Sauvageot, né à Marmagne (Saône-et-Loire) le 13 septembre 1773, et mort à La Gaubretière (Vendée) le 9 avril 1845, est un officier connu pour sa désertion de l'armée de la République (1794), et la lutte qu'il mena dès lors au sein de l'armée royaliste pendant la guerre de Vendée.
Issu d'une ancienne famille du Morvan, né en 1773 de François Sauvageot et de Marie Saclier, il connaît une jeunesse turbulente et s'engage dans l'armée en 1792. Après avoir été officier dans un régiment de la garnison de Mayence, il fut envoyé après le siège perdu en Vendée pour rejoindre l'armée de l'Ouest. Il est révolté par les crimes commis en Vendée par ses compagnons et quitte les drapeaux de la République, « que j’avais en horreur, a-t-il écrit en 1823, pour suivre les bannières de la Vendée ». On raconte que, refusant d’obéir aux ordres d’incendier et de massacrer, il aurait transpercé d'un coup de sabre son colonel – qui le menaçait lui-même et avait porté la main à son sabre – avant de rallier les Vendéens. Ce sont les habitants de La Gaubretière qui le présentent, prisonnier, à l'armée de Vendée qu'il affirme vouloir rejoindre.
Il repose au cimetière de La Gaubretière. À l’emplacement de l'ancienne maison du commandant Sauvageot (aujourd'hui la mairie), une plaque commémorative a été posée. Une rue de cette commune porte par ailleurs son nom.